# Pseudophilautus alto
Espèce
Synonymes
- Philautus alto Manamendra-Arachchi & Pethiyagoda, 2005

Statut de conservation UICN

 EN B1ab(iii)+2ab(iii) : En danger
Pseudophilautus alto est une espèce d'amphibiens de la famille des Rhacophoridae.

## Répartition
Cette espèce est endémique du Sri Lanka. Elle se rencontre à une altitude comprise entre 1 850 et 2 300 m dans le massif Central.

## Description
Pseudophilautus alto mesure de 17 à 19 mm pour les mâles et de 19 à 28 mm pour les femelles. Son dos est vert olive et présente une bande dorsale de couleur jaune. Son ventre est blanc rosé tacheté de noir.

## Étymologie
Son nom d'espèce, du latin, altus, « élevé », lui a été donné en référence au fait qu'elle ne se rencontre qu'en altitude.

## Publication originale
- Manamendra-Arachchi & Pethiyagoda, 2005 : The Sri Lankan shrub-frogs of the genus Philautus Gistel, 1848 (Ranidae: Rhacophorinae), with description of 27 new species. The Raffles Bulletin of Zoology, Supplement Series no 12, p. 163-303 (texte intégral).